# シュガードッグライフ
『シュガードッグライフ』は、依子による日本の漫画作品。『gateau』（一迅社）の電子配信作品として2019年1月30日から12月28日まで連載された。
大学生と警察官の恋愛模様を描いた作品。
2024年8月にABCテレビ「ドラマL」枠にて放送された。

## あらすじ
主人公の大学生・桜庭唯純。ある日、彼は料理サークルからの帰り道に酒を飲んでいたところを未成年と間違えられて警察官の天沢恭丞に補導されそうになるが、学生証を見せて事なきを得る。後日、桜庭はアルバイト先のコンビニで天沢と再会する。その後、会うたびにお薦めの夜食を聞かれるように。コンビニ弁当ばかりの食生活を心配した桜庭は天沢の家へ行き、料理を振舞い夜食を通じて交流をしていく。

## 登場人物
桜庭 唯純（さくらば いすみ）
主人公。大学生。20歳。
天沢 恭丞（あまさわ きょうすけ）
警察官。高身長の真面目天然系。

## 書誌情報
- 依子 『シュガードッグライフ』 一迅社〈gateauコミックス / IDコミックス〉、全1巻
  1. 2020年2月14日発売[4]、ISBN 978-4-7580-2090-9

## テレビドラマ
2024年8月5日から9月29日まで朝日放送テレビの「ドラマL」枠で放送された。主演は田中洸希と多和田任益。

### キャスト

#### 主要人物
桜庭唯純（さくらば いすみ）〈20〉
演 - 田中洸希（SUPER★DRAGON）
主人公。一人暮らしの大学生。料理サークルに属し、中学の時に亡くした母の影響で料理上手。
天沢恭丞（あまさわ きょうすけ）〈30〉
演 - 多和田任益
警察官。高身長の真面目天然系。

#### 周辺人物
中川陽平（なかがわ ようへい）〈20〉
演 - 植村颯太
唯純の小学時代からの幼馴染。
東海林璃仁（しょうじ りひと）〈20〉
演 - 楽駆
唯純の高校時代からの親友。
桜庭圭一郎（さくらば けいいちろう）
演 - 賀集利樹
唯純の父。
豊島七海（とよしま ななみ）
演 - 喜多乃愛
唯純が所属する大学の料理サークルの後輩。
しおりん
演 - Liyuu
東海林が推している人気声優。

### スタッフ
- 原作 - 依子『シュガードッグライフ』（一迅社）
- 脚本 - 髙橋幹子、下亜友美、上野詩織、生﨑文乃[1]
- 監督 - 本田隆一、大内隆弘、佐々木梢[1]
- 音楽 - 小山絵里奈[1]
- 主題歌 - SUPER★DRAGON「Sweets」（ポニーキャニオン）[5]
- エンディング - ヤユヨ「ふたり曜日」（TALTO）[6]
- プロデューサー - 寺川真未、山本あづる、佐々木梢（テレパック）、近見哲平（テレパック）[1]
- 制作プロダクション - テレパック[1]
- 制作著作 - 朝日放送テレビ

### 放送日程
※ 放送日は製作局・朝日放送テレビ基準。
| 話数   | 放送日  | サブタイトル                 | 脚本     | 監督     |
| ------ | ------- | ---------------------------- | -------- | -------- |
| 第1話  | 8月05日 | 君のために作るごはん         | 髙橋幹子 | 本田隆一 |
| 第2話  | 8月12日 | 今日は二人メシ               | 髙橋幹子 | 本田隆一 |
| 第3話  | 8月18日 | 頑張った二人のごほうびごはん | 上野詩織 | 本田隆一 |
| 第4話  | 8月25日 | 君のおいしいをひとりじめ     | 上野詩織 | 佐々木梢 |
| 第5話  | 9月01日 | 恋が実るお弁当               | 生﨑文乃 | 佐々木梢 |
| 第6話  | 9月08日 | 俺の朝メシ、うまいから       | 生﨑文乃 | 佐々木梢 |
| 第7話  | 9月15日 | 甘くておいしいサプライズ     | 下亜由美 | 大内隆弘 |
| 第8話  | 9月22日 | 君のおかゆは特効薬           | 下亜由美 | 大内隆弘 |
| 最終話 | 9月29日 | これからも君と食べるごはん   | 髙橋幹子 | 大内隆弘 |

### 放送局
| 放送期間                 | 放送時間                     | 放送局         | 対象地域   | 備考       |
| ------------------------ | ---------------------------- | -------------- | ---------- | ---------- |
| 2024年8月4日 - 9月29日   | 日曜 2:30 - 3:00（土曜深夜） | テレビ朝日     | 関東広域圏 | 先行ネット |
|                          | 日曜 23:55 - 翌0:25          | 朝日放送テレビ | 近畿広域圏 | 製作局     |
| 2024年8月16日 - 10月11日 | 金曜 0:50 - 1:20（木曜深夜） | 岩手朝日テレビ | 岩手県     |            |
| 2024年8月18日 - 10月20日 | 日曜 1:00 - 1:30（土曜深夜） | 鹿児島放送     | 鹿児島県   |            |

#### ネット配信
| 配信開始月 | 配信サイト | 配信料金     | 備考                                 |
| ---------- | ---------- | ------------ | ------------------------------------ |
| 2024年8月  | TVer       | 広告付き無料 | 朝日放送テレビでの放送後、見逃し配信 |
| 2024年8月  | ABEMA      | 広告付き無料 | 朝日放送テレビでの放送後、見逃し配信 |

| 朝日放送テレビ ドラマL                                 | 朝日放送テレビ ドラマL                          | 朝日放送テレビ ドラマL                 |
| 前番組                                                 | 番組名                                          | 次番組                                 |
| ------------------------------------------------------ | ----------------------------------------------- | -------------------------------------- |
| あなたの恋人、強奪します。 （2024年4月14日 - 6月16日） | シュガードッグライフ （2024年8月5日 - 9月29日） | 離婚後夜 （2024年10月14日 - 12月16日） |
| 朝日放送テレビ 日曜 23:55 - 0:10                       |                                                 |                                        |
| あなたの恋人、強奪します。                             | シュガードッグライフ 【ここまで「ドラマL」枠】  | EIGHT-JAM ※23:15 - 0:10                |